# Гаупт, Василий Васильевич (врач)
Василий Васильевич Гаупт (нем. Wilhelm Haupt; ранее 1809 — после 1866) — ветеринарный врач, своим гербарием положивший начало гербарию Ботанического института РАН. Его именем было названо растение Aster Hauptii Led. (или Galatella Hauptii Lind.)/
Был вызван в Россию из Саксонии в 1809 году во время конской эпизоотии. Служил в Иркутске и в период до 1820 года собрал гербарий до 1000 видов растений, который был приобретён Санкт-Петербургским ботаническим садом.
В «Записках Сибирского отделения Русского географического общества» были напечатаны его «Заметки на пути из Кяхты в Ургу в 1850 году». При возвращении на родину в 1866 году в Красноярске была напечатана его статья «Состояние колоний ссыльных лютеранского исповедания в Шушенской волости Минусинского округа».